# Вайдлих, Фриц
Фриц Вайдлих (нем. Fritz Weidlich; 17 июля 1898, Вена — 16 августа 1952, Инсбрук) — австрийский дирижёр и пианист.

## Биография
Учился в Вене, в 1915—1919 гг. служил в армии. Демобилизовавшись, вернулся в Вену и первоначально играл в оркестре на скрипке. С 1922 г. работал дирижёром в Любеке, затем с 1928 г. в Опаве, в 1934—1935 гг. хормейстер Венской народной оперы.
В 1935—1942 гг. возглавлял Инсбрукский городской оркестр. Дирижировал также в Инсбрукской опере, преподавал фортепиано в городской консерватории, где среди его учеников был Отмар Суитнер. В 1942—1943 гг. генеральмузикдиректор оккупированного Лемберга (Львова), был представлен львовской публике лично Гансом Франком (который, впрочем, вынужден был довольствоваться Вайдлихом вместо желаемого Герберта Караяна). Затем в 1943—1945 гг. возглавлял оркестр Прессбурга (Братиславы). С окончанием Второй мировой войны вернулся в Инсбрук и благодаря заступничеству младшего коллеги, дирижёра Ханса Вольфа, служившего в армии США, получил разрешение американской оккупационной администрации вернуться к концертной деятельности. Вновь возглавил городской оркестр и руководил им до конца жизни. Восстановил коллектив после сложностей военного времени, выступал вместе с такими солистами, как Эрнст фон Донаньи, Рикардо Однопозов, Вольфганг Шнайдерхан, Гаспар Кассадо, Пьер Фурнье, Людвиг Хёльшер, Фридрих Вюрер. Как пианист исполнял в концертах все сонаты Людвига ван Бетховена и Франца Шуберта, произведения тирольских композиторов.
Записал с Оркестром Моцартеума Сотую симфонию Йозефа Гайдна и Двадцатый концерт Вольфганга Амадея Моцарта (солист и дирижёр), оставил ряд других записей.